# Львовская дорога
Львовская дорога — средневековый тракт, ведущий из города Владимир (современный город Владимир-Волынский) в город Львов. Впервые упоминается в 1366 году.

## История
Первое зафиксированное письменными источниками упоминание Львовской дороги относится к 1366 году, когда она упоминается в тексте договора луцкого и владимирского князя Любарта-Дмитрия Гедиминовича с польским королём Казимиром III Великим о разграничении их владений.
Дорога, вероятно, проходила через Зимно (сейчас село Зимнее), Всеволож (сейчас село Литовеж), Варяж и Белз.